# Vytautas Šumakaris
Vytautas Šumakaris (* 19. Juni 1933 in Bučiūnai, Rajongemeinde Vilkaviškis; † 1999 in Vilnius) war ein litauischer Politiker.

## Leben
Nach dem Abitur an der Mittelschule absolvierte er 1958 das Diplomstudium der Mechanik an der Lietuvos žemės ūkio akademija und wurde Ingenieur. 1958 arbeitete er  als Meister, Obermeister, Technologe, Zechleiter, ab 1961 als leitender Ingenieur, von 1967 bis 1992 als Generaldirektor im Werk der Landwirtschaftsmaschinen „Neris“. Von 1992 bis 1996 war er Mitglied im Seimas.
Von 1961 bis 1989 war er Mitglied der KPdSU, ab 1989 der LDDP.
Er war verheiratet. Mit Frau Laima hatte er die Kinder Dainius,  Rita und Vytautė.